# Cacospongia symbiotica
Cacospongia symbiotica är en svampdjursart som beskrevs av Burton 1959. Cacospongia symbiotica ingår i släktet Cacospongia och familjen Thorectidae.
Artens utbredningsområde är havet utanför Oman. Inga underarter finns listade i Catalogue of Life.